# Michael Laskin
Pour les articles homonymes, voir Laskin.
Michael Laskin est un acteur américain, né le 3 avril 1951 à Duluth (Minnesota, États-Unis).

## Filmographie
- 1973 : Norman Nurdelpick's Suspension: A Tribute to Alfred Hitchcock : Alfred Hitchcock (voix)
- 1982 : The Personals : David
- 1984 : It Came Upon the Midnight Clear (TV) : Assistant
- 1985 : Kids Don't Tell (TV) : Man at Park
- 1985 : A Death in California (TV) : Bart Finch
- 1985 : Perfect : Government Prosecutor
- 1985 : Maxie : Commercial Director
- 1985 : Palmer, père et fils (Promises to Keep) (TV) : Art Dealer
- 1986 : Long Time Gone (TV) : Ray
- 1987 : Nights in White Satin : Marty Fiore
- 1988 : La Septième prophétie (The Seventh Sign) : Israeli Colonel
- 1988 : Les Coulisses de l'exploit (Eight Men Out) : Alfred Austrian
- 1988 : Dead Solid Perfect (TV) : Associate Producer
- 1989 : Nightbreaker (TV) : Dr. Hatch
- 1990 : Les Arnaqueurs (The Grifters) : Irv
- 1991 : Myster Mask (Darkwing Duck) (série TV) : Additional Voices (unknown episodes)
- 1991 : Larry le liquidateur (Other People's Money) : Concierge
- 1992 : I Don't Buy Kisses Anymore de Robert Marcarelli : Melvin Fishbine
- 1992 : Passion Fish : Redwood Vance
- 1994 : Iron Will : Simon Lambert
- 1994 : Danielle Steel: Il était une fois l'amour (Once in a Lifetime) (TV) : The Pediatrician
- 1994 : Angie : Surgeon
- 1994 : Attack of the 5 Ft. 2 Women (TV) : Plastic Surgeon
- 1994 : Harcèlement (Disclosure) : Arthur Kahn
- 1995 : Trois vœux (Three Wishes) : Sackin's Father
- 1996 : Le Projet ALF (Project: ALF) (TV) : Undermeyer
- 1996 : Personnel et confidentiel (Up Close & Personal) : IBS Director
- 1996 : Norma Jean & Marilyn (TV) : Sidney Skolsky
- 1996 : The Man Who Captured Eichmann (TV) : Dr. Klein
- 1997 : La Croisière aventureuse (Out to Sea) : Purser
- 1997 : La Disparition de Kevin Johnson (The Disappearance of Kevin Johnson) : Bill Rackman
- 1998 : De la Terre à la Lune (From the Earth to the Moon) (feuilleton TV) : Larry Thompson
- 1998 : Embrouille à Poodle Springs (Poodle Springs) (TV) : Manny Lipshultz
- 1998 : Winchell (en) (TV) : Radio Executive #1
- 1999 : Limbo : Albright
- 1999 : Dorothy Dandridge (Introducing Dorothy Dandridge) (TV) : Radio Announcer
- 2000 : Un amour infini (Bounce) : Frank Steadman
- 2001 : Dying on the Edge
- 2006 : Prescriptions (série TV) : Dean Susser
- 2006 : Mini's First Time : Irv Flachsman